# 疣蝽
疣蝽（学名：Cazira verrucosa）为蝽科疣蝽屬下的一个种。